# 溫尚翊
溫尚翊（1976年11月28日—），綽號怪獸，出生於臺灣新竹市。臺灣樂團五月天的吉他手兼團長，亦是相信音樂創始人之一。

## 個人歷程
溫尚翊畢業於五常國小、大直國中、國立師大附中776班，與阿信擔任過同屆吉他社上下學期的副社長、該校的班聯會主席。國立臺灣大學社會系肄業，曾任該校椰風搖滾社社長。臺灣樂團強辯主唱黃少谷及五月天技師團團長黃士的表哥。
他最崇拜的吉他手是日本知名樂團－B'z的團長兼吉他手的松本孝弘，會開始學吉他，主要也是受到他的影響。目前主要使用的吉他為美國吉他大廠Gibson Custom。
2006年，在當時經紀公司與日本經紀事務所VERMILLION協助下，結識偶像松本孝弘，原本松本打算邀請怪獸一同上台演奏，後因故取消。2014年2月26日，成為全世界第二十七位獲得Gibson吉他公司Signature Model之吉他手，同時也是全亞洲第二位（第一位為其偶像松本孝弘）。2014年5月，受Gibson之邀出任吉他美術總監，共同打造專屬的限量吉他，成為首位擁有個人限量版吉他的華語藝人 。2014年，Gibson公司於年底發行全球限量25把Gibson Les Paul Monster Model之預售活動。
2016年5月，在香港發表與Gibson吉他公司合作之第二把簽名琴 SJ-200 Monster Signature Model Acoustic guitar，成為首位擁有Gibson 個人限量木吉他的華語藝人。2017年，偶像松本孝弘當時以自身名義製作100把Gibson Tak R9琴，但怪獸沒有購得，最後松本委託Gibson製作第101把Tak R9並贈送予怪獸。
2014年11月，首度以新人之姿主演電影《逆轉勝》，並親自製作電影原聲音樂《［逆轉勝］五月天／怪獸 原聲原創紀》。
2015年11月18日，媒體報導怪獸與路沚瀛將於12月訂婚，同日怪獸本人隨即在臉書貼出兩人手戴婚戒的照片證實消息 。12月10日，兩人被網友目擊在戶證事務所登記結婚，正式成為五月天第四位已婚團員。
2016年12月初，怪獸母親過世 。
2018年，成立電子競技隊伍TXO戰隊，取勝「同心」（Tongxin），並將前SMG戰隊選手及教練團原班人馬加入，參加2019年度傳說對決GCS職業聯賽。怪獸亦登錄為選手 。ID名為TXO Monster。
2021年9月20日，怪獸於個人社群平台宣布女兒詠詠誕生。

## 音樂作品
註：此處僅列怪獸以個人名義發行或與他人合唱的音樂作品。
| 年份   | 歌曲名稱 | 合作藝人 | 備註                              |
| ------ | -------- | -------- | --------------------------------- |
| 2014年 | 九號球   | 不適用   | 2014年重編版 電影《逆轉勝》主題曲 |
| 2019年 | 痛快世代 | 蕭秉治   | 參與製作、吉他演奏                |
| 2019年 | 再活一遍 | 蕭秉治   | 參與製作、吉他演奏                |

## 音樂創作
怪獸在2003年於五月天《時光機》專輯中發表第一首個人歌曲創作〈九號球〉。現為樂團內參與作曲創作。

## 演出作品

### 電影
- 2014年：《逆轉勝》—飾演 謝雙
- 2017年：《痴情男子漢》—飾演 陳菊（特別客串）

### 音樂錄影帶
註：不包括五月天及怪獸參與演唱之歌曲。
- 2007年：強辯樂團〈傷心大街〉
- 2007年：丁噹〈可以不可以〉
- 2011年：丁噹〈夢交響〉
- 2022年：法蘭〈那種朋友〉

## 個人代言
| 年份   | 代言項目                                 | 合作藝人 |
| ------ | ---------------------------------------- | -------- |
| 2006年 | BenQ Siemens EL71／EF71 金屬男人系列手機 | 不適用   |
| 2014年 | 美國 Gibson custom 個人簽名款吉他        | 不適用   |

## 獎項紀錄
註：此處僅列溫尚翊個人提名與獲得之獎項。
| 年份   | 主辦單位／典禮名稱 | 獎項                | 入圍作品   | 結果 |
| ------ | ------------------ | ------------------- | ---------- | ---- |
| 2012年 | 音樂風雲榜         | 最佳作曲獎          | 第二人生   | 獲獎 |
| 2015年 | Hito流行音樂獎     | Hito電影主題曲      | 九號球     | 獲獎 |
| 2017年 | 第28屆金曲獎       | 演唱類 最佳作曲人獎 | 後來的我們 | 提名 |

## 外部連結
- （繁體中文）五月天 怪獸的Facebook專頁
- （繁體中文）五月天 怪獸的Instagram帳戶
- （中文）monster怪獸的新浪微博
- （日語）mayday monster的X（前Twitter）
- （繁體中文）YouTube上的Mayday Monster頻道 （页面存档备份，存于）
- 溫尚翊在香港影庫上的簡介